# William Robert Grove
Sir William Robert Grove (Swansea, 11 luglio 1811 – Londra, 1º agosto 1896) è stato un chimico e giurista gallese, noto per avere inventato la pila a combustibile.
Terminati gli studi, ottenne la laurea in legge ma a causa del cattivo stato di salute all'inizio non intraprese l'attività di avvocato. Preferì piuttosto dedicarsi agli studi scientifici divenendo borsista alla Royal Society e cofondatore della Chemical Society, affiliata alla stessa Royal Society.
Nel 1837 sposò Emma Powles, dalla quale ebbe sei figli.
Congiuntamente al lavoro compiuto da Christian Friedrich Schönbein, William Grove nel 1839 effettuò i primi esperimenti sulla pila a combustibile presso la Royal Institution of South Wales riuscendo a produrre energia elettrica sfruttando la reazione tra idrogeno ed ossigeno gassosi prodotti tramite una variante della classica cella galvanica. Questa cella a combustibile era formata da un elettrodo di zinco immerso in una soluzione diluita di acido solforico ed un elettrodo di platino immerso in una soluzione concentrata di acido nitrico, separando i due semielementi tramite l'utilizzo di un setto poroso.

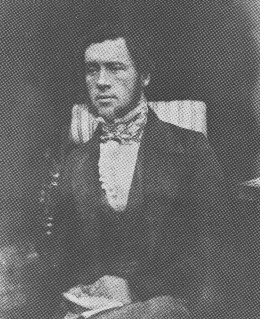
William Robert Grove

Nel 1839, presso la London Institution, presentò un modello di lampada ad arco che sfruttava le pile precedentemente da lui messe a punto. Dal 1840 al 1847 insegnò filosofia sperimentale sempre alla London Institution. Nel 1841, insieme con John Peter Gassiot, effettuò esperimenti nel campo della dagherrotipia. Nel 1846, dopo avere condotto studi sugli effetti della reciproca interazione delle forze fisiche, pubblicò On the Correlation of Physical Forces postulando il principio della conservazione dell'energia un anno prima rispetto a Hermann von Helmholtz.
Nel 1847 ricevette la medaglia della Royal Society e divenne presidente della British Association for the Advancement of Science.
Nel 1853 fu nominato al Consiglio del Regno e in quegli anni cominciò ad intraprendere l'attività legale difendendo, nel 1856, il noto avvelenatore William Palmer. Sfruttando le sue specifiche conoscenze fu particolarmente attivo nel campo del diritto dei brevetti. Grazie alla sua esperienza, nel 1864 divenne membro della Royal Commission on the Law of Patents. Nel 1871 fu nominato giudice presso la corte per l'applicazione della common law ed un anno dopo fu nominato cavaliere. Dal 1875 ricoprì il ruolo di giudice presso l'Alta Corte di Giustizia fino al 1878, anno in cui si ritirò e tornò all'attività scientifica.